# Carles Planas
Carles Planas Antolinez (ur. 4 marca 1991 w Sant Celoni) – hiszpański piłkarz, który grał na pozycji lewego obrońcy. W swojej karierze występował w takich klubach jak: FC Barcelona B, Celta Vigo, Girona i AEK Larnaca. Były młodzieżowy reprezentant Hiszpanii. 

## Kariera klubowa
Planas rozpoczął karierę w klubie z rodzinnego miasta. W wieku 9 lat trafił do La Masíi, piłkarskiej szkółki FC Barcelony. W 2009 roku został przeniesiony do drużyny rezerw Barcelony. Zadebiutował w pierwszej drużynie w wygranym 3:1 meczu ligowym przeciwko Deportivo Alaves, zastępując Adriano w 70 minucie. Znalazł się również w pierwszej jedenastce w meczu grupowym Ligi Mistrzów przeciwko Benfice Lizbona.
5 czerwca Planas przeniósł się do Celty Vigo występującej w Primera División. Z hiszpańskim klubem podpisał trzyletni kontrakt. Carles zadebiutował w pierwszej kolejce przeciwko Getafe CF.
13 lipca 2017 roku trafił do hiszpańskiej Girony jako wolny agent. W barwach Girony zadebiutował w zremisowanym wynikiem 2:2 spotkaniu przeciwko Atlético Madryt.
22 sierpnia 2019 roku przeszedł do cypryjskiego klubu AEK Larnaka. 
1 lipca 2021 roku w wieku 30 lat zakończył piłkarską karierę.